# Nowizna

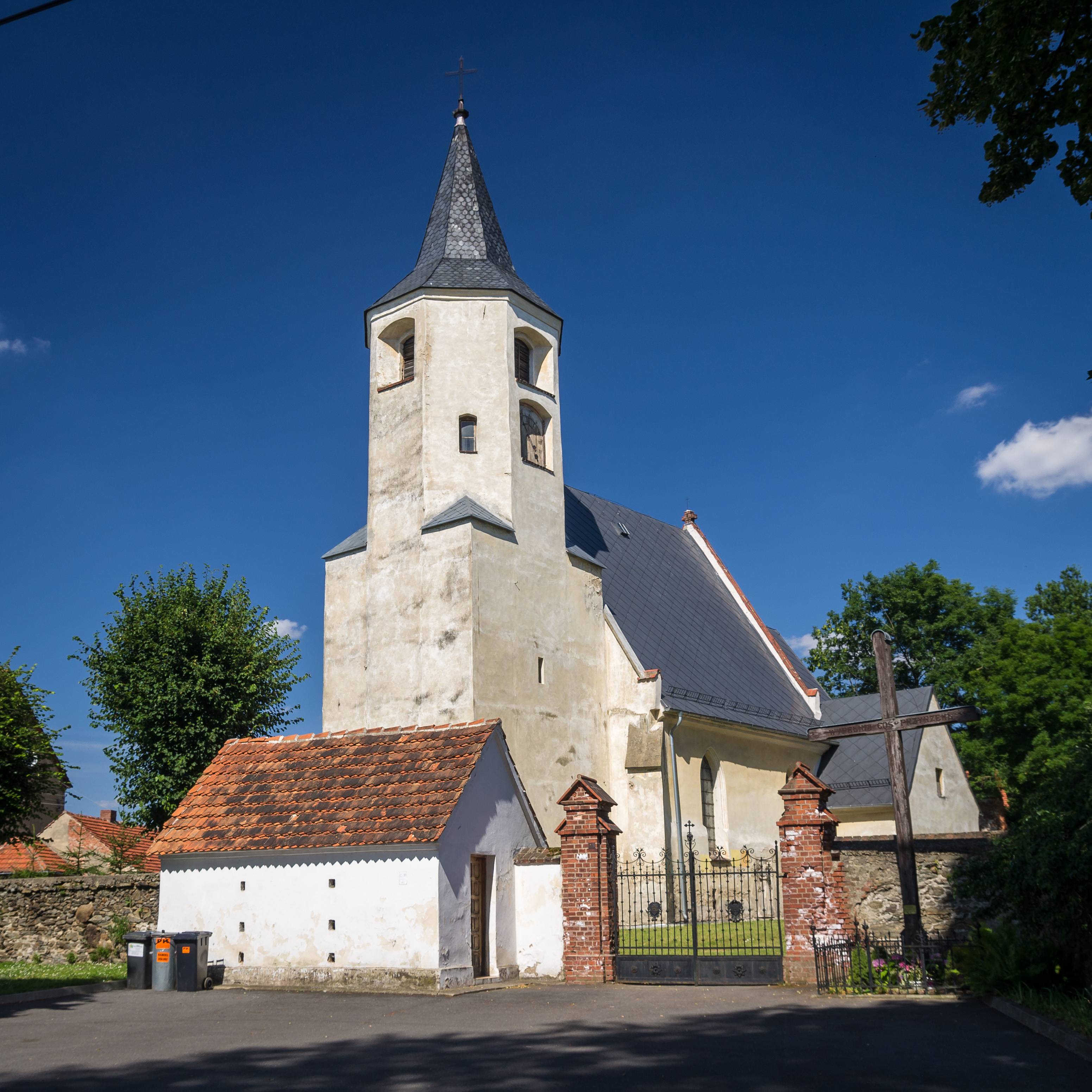
Herz-Jesu-Kirche in Nowizna

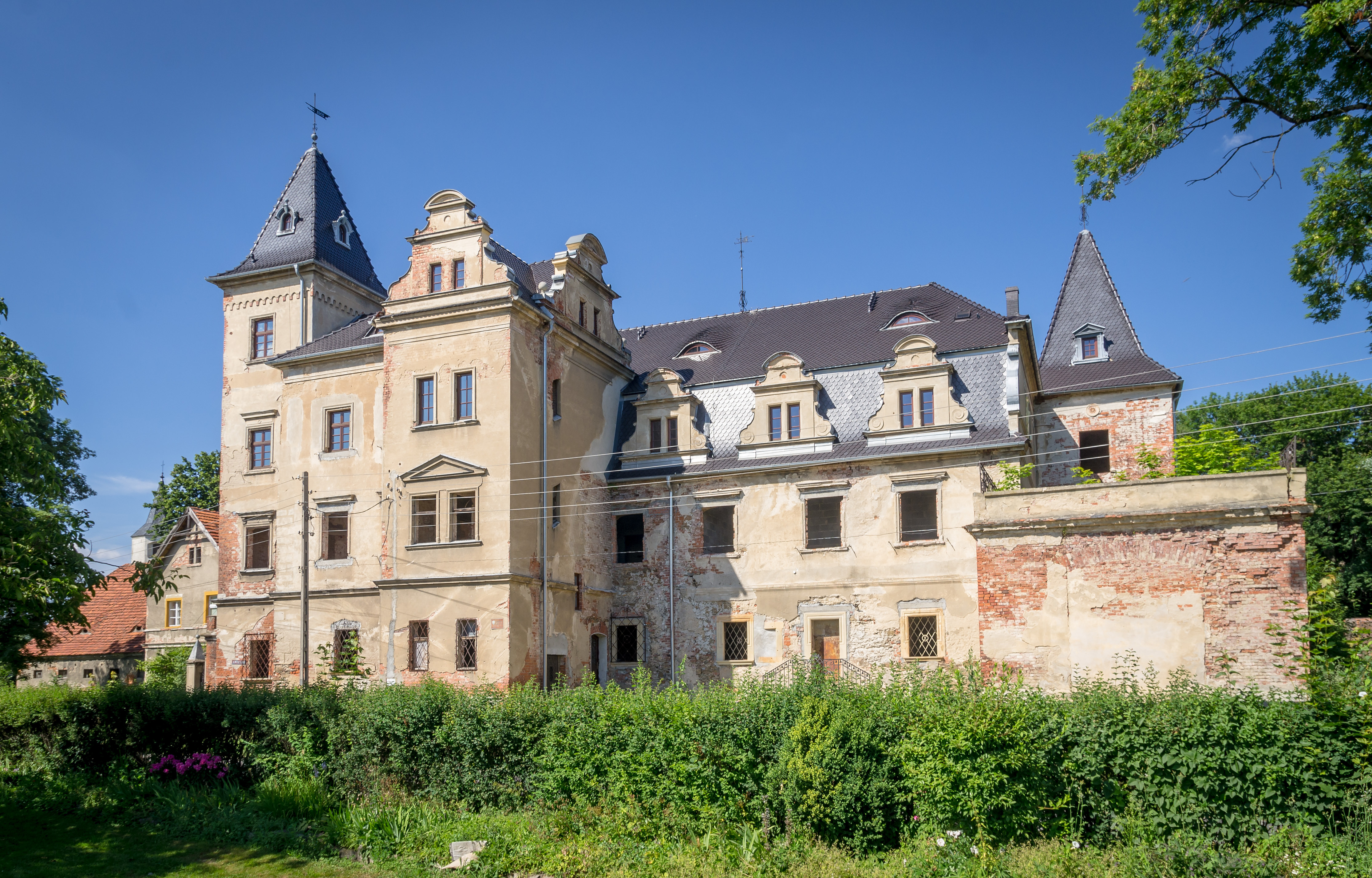
Schloss Neudorf (Eule)

Nowizna (deutsch Neudorf/Eule) ist ein Dorf in der Landgemeinde Dzierżoniów (Reichenbach) in der Wojewodschaft Niederschlesien in Polen.

## Lage
Nowizna liegt ca. 7 Kilometer nordöstlich von Dzierżoniów (Reichenbach) und 51 Kilometer südwestlich von Breslau.

## Geschichte
Die Ersterwähnung erfolgte in einer Urkunde vom 8. September 1292, als Herzog Bolko I. dem Stift Grüssau die Hufen in Ernsdorf und Neudorf („Nova Villa“) bei Reichenbach übergab. Neudorf war früher in Ober- und Nieder-Neundorf unterteilt, gehörte aber einer Herrschaft. Im 16. Jahrhundert besaßen es die Herren von Schellendorf, die 1565 dort ein erstes Schloss errichten ließen. Auf ihnen folgte im 17. Jahrhundert Friedrich von Czettritz, der 1657 starb. Nach ihm erbten es seine Söhne Ernst, Siegmund und Hans von Czettritz. 1677 gehörte es Ernst Albrecht von Czettritz auf Neudorf. Später kam das Gut an die Familie von Gellhorn, darunter 1770 Charlotte von Gellhorn geb. von Knobelsdorf. Nach dem Ersten Schlesischen Krieg fiel Neudorf 1741/42 mit fast ganz Schlesien an Preußen. Die alten Verwaltungsstrukturen wurden aufgelöst und Neudorf in den Landkreis Reichenbach eingegliedert, mit dem es bis 1945 verbunden blieb. 1785 zählte Neudorf 1/2 Meile von Reichenbach entfernt eine katholische Kirche welche 1602 vom damaligen Gutsbesitzer von Schellendorf repariert wurde und bis 1654 evangelisch war, ein Pfarr- und ein Schulhaus, drei Vorwerke, 16 Bauern, 25 Gärtner, 15 Häusler, zwei Wassermühlen und 341 Einwohner.  
1845 zählte Neudorf dem Grafen von Stolberg-Wernigerode gehörig: 76 Häuser, ein herrschaftliches Schloss mit Ziergarten, 615 meist evangelische Einwohner (141 katholisch), evangelische Kirche zu Reichenbach, eine ca. 1742 gegründete evangelische Schule, eine katholische Teilkirche in dem ca. acht Mal Gottesdienst stattfand (Adjunkt der Pfarrkirche von Peterswaldau), eingepfarrt ausschließlich Neudorf, eine Hufe Pfarrwidum, zwei Wassermühlen, zwei Rustikalbrennereien, 56 Baumwollstühle, zehn Handwerker und sieben Händler. Die drei Vorwerke und zwei Kretscham hießen:
1. das Schlossvorwerk
2. das Mittelvorwerk
3. der Wunschhof
4. der Feldkretscham
5. der Endekretscham

Seit 1874 bildete die Landgemeinde Neudorf und der gleichnamige Gutsbezirk den Amtsbezirk Neudorf. Amtsvorsteher war seit 1874 der Wirtschaftsinspektor Paul Wolf. 1933 erhielt die Landgemeinde den amtlichen Namen Neudorf (Eule). Als Folge des Zweiten Weltkriegs fiel Neudorf 1945 an Polen und wurde in Nowizna umbenannt. Die deutsche Bevölkerung wurde, soweit sie nicht schon vorher geflohen war, 1946 vertrieben. Die neu angesiedelten Bewohner waren teilweise Zwangsausgesiedelte aus Ostpolen. Heute gehört Nowizna zur Landgemeinde Dzierżoniów.

## Sehenswürdigkeiten
- römisch-katholische Herz-Jesu-Kirche
- Schloss Neudorf (Eule)
- Landschaftspark